# Rolando Chilavert
Marciano Rolando Chilavert González (Luque, 22 maggio 1961) è un allenatore di calcio ed ex calciatore paraguaiano, di ruolo centrocampista.

## Biografia
È il fratello di José Luis Chilavert, ex portiere per della nazionale paraguiana.

## Carriera

### Nazionale
Con la Nazionale paraguaiana ha partecipato al campionato del mondo 1986.